# Вызов Дегранж-Коломбо 1951
4-й сезон Вызова Дегранж-Коломбо — велошоссейного сезонного турнира 1951 года.

## Обзор сезона
Календарь турнира претерпел изменения. Он пополнился ещё одной однодневкой — ей стал старейший монумент Льеж — Бастонь — Льеж, проводящийся в Бельгии и проходивший на следующий день после Флеш Валонь. Гонкой открытия снова стал Милан — Сан-Ремо. В свою очередь проводимый до этого весной Париж — Тур переместился на осень и стал предпоследней гонкой в календаре. Таким образом турнир сформировал свой календарь на последующие сезоны став состоять из 11 гонок — четыре в Бельгии, по три в Италии и Франции и одна в Швейцарии. Среди победителей гонок не оказалось представителей Бельгии.
Регламент турнира остался прежним. Он предусматривал начисление очков первым 15 гонщикам на каждой гонке (на гранд-турах очки удваивались). Чтобы быть классифицированным в итоговом рейтинге гонщик должен был принять участие минимум в одной гонке проводимой в каждой из стран-организаторов (Бельгия, Италия и Франция), участие в Швейцарии было не обязательным. Национальный рейтинг рассчитывался как сумма пяти лучших результатов гонщиков от страны на каждой из гонок.
Начисляемые очки
| Гонки / Место   | 1  | 2  | 3  | 4  | 5  | 6  | 7  | 8  | 9  | 10 | 11 | 12 | 13 | 14 | 15 |
| --------------- | -- | -- | -- | -- | -- | -- | -- | -- | -- | -- | -- | -- | -- | -- | -- |
| Гранд-туры      | 40 | 34 | 30 | 26 | 22 | 20 | 18 | 16 | 14 | 12 | 10 | 8  | 6  | 4  | 2  |
| Остальные гонки | 20 | 17 | 15 | 13 | 11 | 10 | 9  | 8  | 7  | 6  | 5  | 4  | 3  | 2  | 1  |

Победителем индивидуального рейтинга стал француз Луисон Бобе, опередивший на одно очко прошлогоднего триумфатора швейцарца Фердинанда Кюблера благодаря победе в последней гонке турнира Джиро ди Ломбардия. Третье место занял итальянец Фьоренцо Маньи.
Среди стран, единственный раз в истории турнира, первенствовала Франция.

## Календарь
| №  | Дата              | Гонка                 | Победитель        |
| -- | ----------------- | --------------------- | ----------------- |
| 1  | 19 марта          | Милан — Сан-Ремо      | Луисон Бобе       |
| 2  | 1 апреля          | Тур Фландрии          | Фьоренцо Маньи    |
| 3  | 8 апреля          | Париж — Рубе          | Антонио Бевилаква |
| 4  | 15 апреля         | Париж — Брюссель      | Жан Геге          |
| 5  | 21 апреля         | Флеш Валонь           | Фердинанд Кюблер  |
| 6  | 22 апреля         | Льеж — Бастонь — Льеж | Фердинанд Кюблер  |
| 7  | 19 мая – 10 июня  | Джиро д’Италия        | Фьоренцо Маньи    |
| 8  | 15 июня – 23 июня | Тур Швейцарии         | Фердинанд Кюблер  |
| 9  | 4 июля – 29 июля  | Тур де Франс          | Хуго Коблет       |
| 10 | 7 октября         | Париж — Тур           | Жак Дюпон         |
| 11 | 21 октября        | Джиро ди Ломбардия    | Луисон Бобе       |

## Итоговый рейтинг

### Индивидуальный
| №  | Гонщик             | Команда | Очки |
| -- | ------------------ | ------- | ---- |
| 1  | Луисон Бобе        |         | 97   |
| 2  | Фердинанд Кюблер   |         | 96   |
| 3  | Фьоренцо Маньи     |         | 90   |
| 4  | Хуго Коблет        |         | 77   |
| 5  | Джино Бартали      |         | 69   |
| 6  | Рик Ван Стенберген |         | 68   |
| 7  | Фаусто Коппи       |         | 53   |
| 8  | Бернард Готье      |         | 51   |
| 9  | Раймонд Импанис    |         | 40   |
| 10 | Пьер Барботин      |         | 37   |

### Национальный
| № | Страна     | Очки |
| - | ---------- | ---- |
| 1 | Франция    | 483  |
| 2 | Италия     | 474  |
| 3 | Бельгия    | 302  |
| 4 | Швейцария  | 218  |
| 5 | Люксембург | 22   |